# Eric Rundqvist
Karl Eric Gustav Rundqvist, född 8 november 1915 i Vrigstad, Jönköpings län, död där 22 mars 1993, var en svensk träskulptör och träsnidare.
Han var son till lantbrukaren Karl Georg Rundqvist och Ida Olga Maria Lindqvist. Rundqvist var som skulptör autodidakt och började snida 1938. Hans konst består av mindre träskulpturer med bönder, fiskare och djurstudier där han har snidat ut figurerna från småländsk björk. Tillsammans med Eva Spångberg utförde han en portal med bibliska motiv för Hjelmserydsstiftelsens nybygge 1958.  